# Turnul din Wil
Turnul din Wil (in germană Wiler Turm) este un turn de lemn înalt de 38 m , deschis pentru public pe 8 Iulie 2006, pe dealul Hofberg parțial împădurit (723 m. altitudine, la 1,5 km nord de centrul orașului) lângă Wil⁠(d) în cantonul St. Gallen din Elveția. De la distanță, doar partea superioară cu punctul de observare este vizibilă din construcția zveltă din lemn.

## Construcție
Turnul a fost proiectat de Julius Natterer⁠(d) .

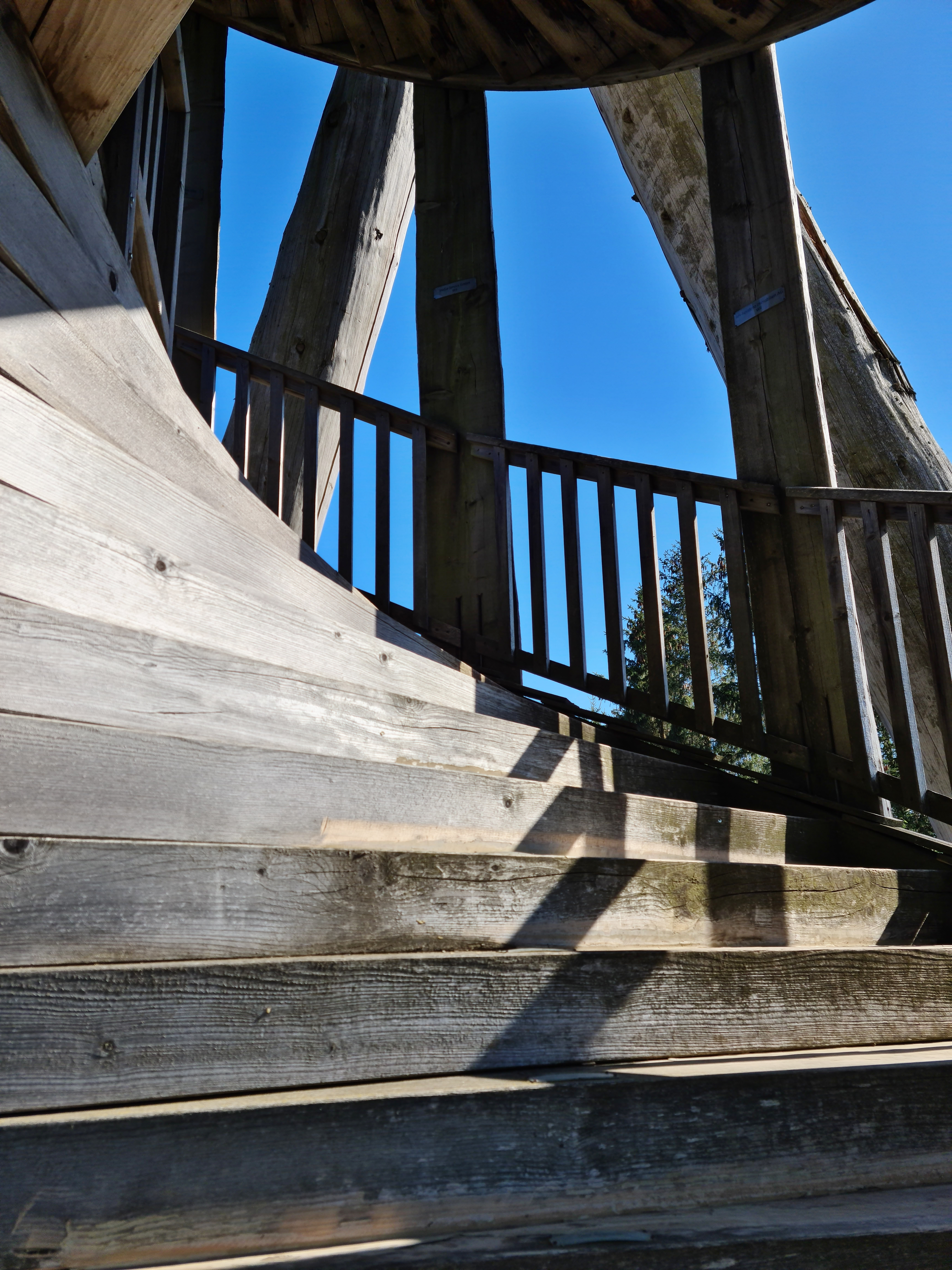
scări
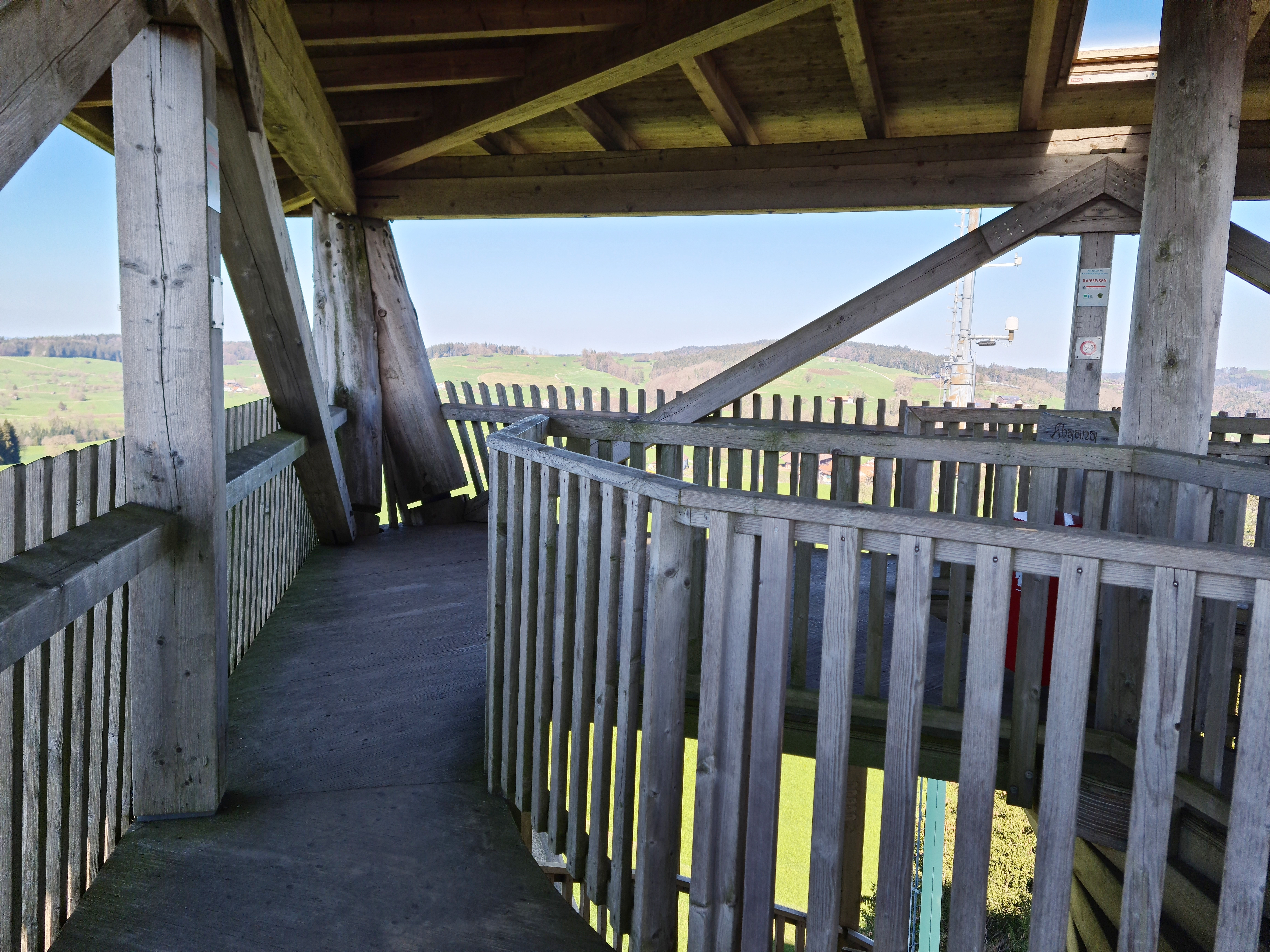
punct de observare

Partea inferioara a turnului constă dintr-un triunghi echilateral cu o lungime a piciorului de 12 m la bază. Aceasta se micșorează până la o înălțime de 17 m, până apoi la o altitudine de 34 m pentru a avea din nou dimensiunea originală. Punctul de observare la 34 m înălțime cu 3 panouri informative panoramice este acoperită și accesibilă prin 189 de trepte.
Traficul de mașini și vântul sunt îndepărtate prin intermediul a trei suporturi în formă de X. Un X este format din doi bușteni rotunzi superiori și doi inferiori, care sunt conectați rigid între ele la înălțimea platformei intermediare. Încărcăturile de pe acoperiș sunt susținute de trei în formă de W introduse în suporturile externe.
Mijlocul turnului este alcătuit dintr-o scară dublă în spirală cu două etaje separate de scări (scări spre turn, scări din turn) de 2,50 m lățime fiecare. Există platforme intermediare după fiecare 18 pași. Treptele din lemn masiv in format 18 X 36 cm au fost aliniate în mijlocul unui ax metalic și înșurubate.
Pentru construcție a fost folosit doar lemnul din pădurile din jur. Cea mai mare parte a lemnului, respectiv buștenii rotunzi din brad Pseudotsuga și treptele din brad argintiu, au fost tăiați în primăvara anului 2005, tăiați și uscați natural.

## Legături Externe
- Site-ul Turnului din Wil Arhivat în 31 decembrie 2022, la Wayback Machine.
- Turnul din Wil la Structurae